# Belgian Disaster
Pour plus de détails, voir Fiche technique et Distribution.
Belgian Disaster  est une comédie de mœurs belge réalisée par Patrick Glotz.

## Fiche technique
- Titre : Belgian Disaster
- Réalisation : Patrick Glotz
- Scénario :  Patrick Glotz
- Musique : Alain Cahuzac, Florian Cahuzac-Mazziotta, Mark Rogers
- Image : Patrick Dehalu
- Costumes : Pascale Vervloet
- Producteur : Eric van Beuren
- Société de distribution : Bardafeu Distribution
- Pays de production :  Belgique
- Genre : Comédie, Comédie de mœurs
- Date de sortie :
  - Belgique : 30 septembre 2015

## Distribution
- Jean-Luc Couchard : Raoul
- Sam Louwyck : Robert
- Michel Schillaci : Lucas
- Arsène Mosca : Omar
- Nicolas Robin : Yves-André
- Camille Schotte : Wendy
- Lio : Marie-Claire
- Aurora Marion : Seema Young Indian